# Antoni Kazimierz Sapieha
Pour les articles homonymes, voir Sapieha.
Antoni Kazimierz Sapieha, né le 6 novembre 1689, mort le 16 mai 1739, prince de la famille Sapieha, castellan de Trakai.

## Biographie
Antoni Kazimierz Sapieha est le fils de Jerzy Stanisław Sapieha et d'Izabela Helena Połubińska

## Mariage et descendance
Il épouse Rachela Teresa Wyhowska

## Sources
- Notices d'autorité :   - VIAF
  - ISNI
  - LCCN
  - GND
  - Pays-Bas
  - Pologne
  - NUKAT
  - WorldCat

- (pl) Cet article est partiellement ou en totalité issu de l’article de Wikipédia en polonais intitulé « Antoni Kazimierz Sapieha » (voir la liste des auteurs).